# Haliclona borzatii
Haliclona borzatii är en svampdjursart som först beskrevs av Sarà 1978.  Haliclona borzatii ingår i släktet Haliclona och familjen Chalinidae. Inga underarter finns listade i Catalogue of Life.